# The Premiers
The Premiers är ett amerikanskt garagerock-band bildat 1962 i Kalifornien. 
Gruppens inspelning av Richard Berrys "Farmer John" blev en topp-20-hit i USA, mitt under The British invasion. I Sverige är låten mycket mer känd i Hep Stars version. Ett album släpptes också, i samma stil som singeln. Någon mer hit för gruppen blev det dock inte och den upplöstes runt 1967. Gruppen återförenades dock 2001.

## Medlemmar
- John Perez – sång, trummor
- Lawrence Perez – gitarr
- George Delgado – gitarr
- Philip Ruiz – tenorsaxofon
- Joe Ursua – barytonsaxofon
- Frank Zuniga – basgitarr

## Diskografi
Album
- Farmer John Live (1964)

Singlar
- "Farmer John" / "Duffy's Blues" (1964)
- "Annie Oakley" / "Blues for Arlene" (1964)
- "So Fine" / "Little Irene" (1964)
- "I'm in Love With Your Daughter (Part 1)" / "I'm in Love With Your Daughter (Part 2)" (1965)
- "Get Your Baby" / "Little Ways" (1965)
- "Come On and Dance" / "Get on the Plane" (1966)
- "Ring Around My Rosie (Part 1)" / "Ring Around My Rosie (Part 2)" (1967)